# ビーム・シャムシェル・ジャンガ・バハドゥル・ラナ

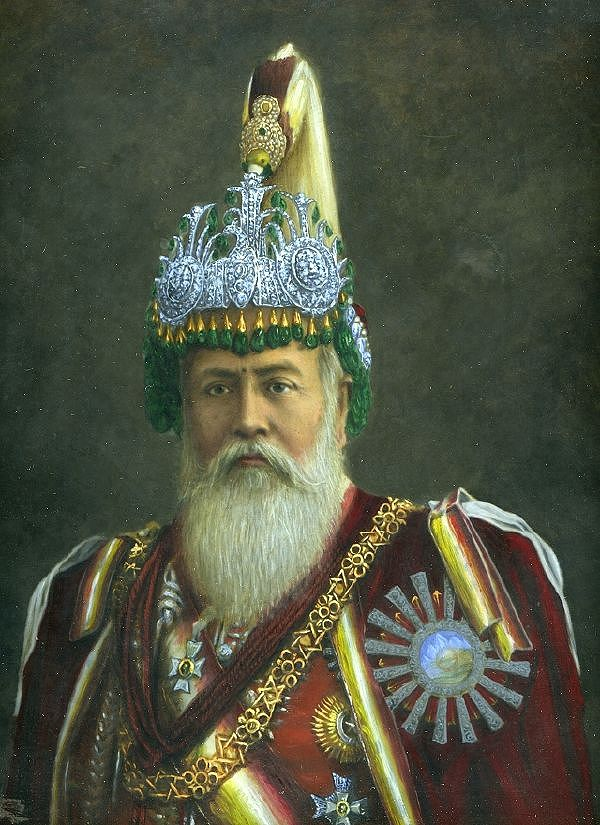
ビーム・シャムシェル・ジャンガ・バハドゥル・ラナ

ビーム・シャムシェル・ジャンガ・バハドゥル・ラナ（英語: Bhim Shamsher Jang Bahadur Rana、ネパール語: भिम समसेर जङ्गबहादुर राणा、1865年4月16日 - 1932年9月1日）は、ネパール王国の政治家、首相。1929年11月26日から1932年9月1日まで、首相を務めている。

## 生涯
1862年7月17日、ディール・シャムシェル・ラナの六男として生まれた。
1929年11月26日、兄チャンドラ・シャムシェル・ジャンガ・バハドゥル・ラナが死亡したことにより、継承順位に従って首相の座に就いた。チャンドラは自分の息子モハン、ババルの継承順位を早めようとしていたが、兄デーブを失脚させるにあたり、協力を仰いだ弟らに弟たちへの継承順位を遵守するという宣誓文を与えていたため、ビームが首相位を継承できた。このときビームは64歳であった。
ビームは歴代ラナ家の首相と同じように私腹を肥やしたばかりか、自分の息子や孫のため大宮殿も建設した。また、首相の継承順位に自身の息子を含め一族の庶子たちを加えた。だが、チャンドラに抑圧されていた人々が反ラナ運動を始めたのもこの時代であり、1931年にはラナ家抹殺の計画が未遂に終わっている。
1932年9月1日、ビームは死亡し、十弟ジュッダ・シャムシェル・ジャンガ・バハドゥル・ラナが首相となった。